# ماریا الیزابت بث
ماریا الیزابت (Marie) Stellwag-Bes (14 ژانویه ۱۸۸۲ به دنیا آمد و ۷ اوت ۱۹۳۸ فوت شد) ماریا الیزابت یک مهندس شیمی هلندی و عضو شورای شهر در دلفت برای Vrijzinnig Democratische Bond بود. او اولین زنی است که در هلند دیپلم مهندسی دریافت کرد و یکی از سه عضو شورای شهر زن اول در دلفت بود.

## سنین جوانی و تحصیل
بس در سال ۱۸۸۲ در تیلبورگ به دنیا آمد، دختر کلاس بس و یوهانا بس (با نام خانوادگی استول). پدرش به عنوان معلم ریاضی در مدرسه راهنمایی تیلبورگ کار می‌کرد. پس از اتمام تحصیلات ابتدایی خود در سال ۱۸۹۴، بس اولین دانش آموز دختر در تیلبورگ بود که در دبیرستان پذیرفته شد. برای این کار باید از وزیر مجوز گرفته می‌شد و اعطا می‌شد. در سال ۱۸۹۹، او امتحانات نهایی مدرسه خود را با موفقیت به پایان رساند، و سال بعد او به عنوان اولین دانش آموز دختر در مدرسه Polytechische te Delft شروع به تحصیل در بخش فناوری کرد.
در ۲۷ ژوئیه ۱۹۰۴، بس در رشته مهندسی شیمی از پلی تکنیک فارغ‌التحصیل شد و اولین مهندس فارغ‌التحصیل زن در هلند شد. در همان سال، او به عنوان دستیار فیزیک در کالج سابق خود منصوب شد، که به عنوان یک کالج فنی ارتقا یافت و در سال ۱۹۰۵ به Technische Hoogeschool Delft تغییر نام داد تا بر کیفیت تحصیلی آموزش تأکید شود. در سال ۱۹۱۰ بس دستیار فیزیک نظری و کاربردی در آنجا شد و در سال ۱۹۱۹ به عنوان عضو دائمی کارکنان منصوب شد. در سال ۱۹۲۶ به دلیل مسائل بهداشتی کار خود را ترک کرد.

## زندگی سیاسی
در سال ۱۹۱۸، بس به عنوان نامزد لیبرال دموکرات‌ها در انتخابات ملی Tweede Kamerverkiezingen که در ۲۱ مه برگزار شد، شرکت کرد. این انتخابات اولین انتخاباتی بود که پس از یک سری اصلاحات، معروف به «آرامش بزرگ» برگزار شد که حق رای عمومی مردان و نمایندگی تناسبی را معرفی کرد و جایگزین رای‌گیری قبلی در حوزه‌های انتخابیه تک عضوی شد. زنان می‌توانستند در انتخابات شرکت کنند، اما نمی‌توانستند خودشان رای دهند و تنها در سال ۱۹۱۹ این حق را به دست آوردند. احزاب لیبرال بیشترین کرسی‌ها را از دست دادند و بس انتخاب نشد.
در دهه ۱۹۱۰، بس از نظر سیاسی فعال شد و به Vrijzinnig Democratische Bond (VBD) (ترجمه لیگ دموکرات لیبرال)، یک حزب سیاسی لیبرال مترقی در هلند پیوست. این باعث شد که بس یکی از بنیانگذاران کلوپ ملی Vrijzinnig Democratische Vrouwenclub همراه با تعدادی از زنان از جمله آلتا جاکوبز، پزشک و فعال برجسته حق رأی زنان باشد. بس یکی از اعضای هیئت مدیره مرکزی VBV بود. [۷]
سال بعد در سال ۱۹۱۹ بس رهبر حزب برای VDB در انتخابات شهرداری در دلفت شد. او حدود دو سوم از مجموع ۱۸۲ رأی داده شده برای حزب را به دست آورد و تا مارس ۱۹۲۰ در شورای شهر دلفت حضور داشت. او در شورا به عنوان مبارزی برای کنترل الکل نامی برای خود دست و پا کرد.

## ازدواج و مرگ
در ۱۵ ژوئیه ۱۹۲۰، بس با کشیش لوتری انجیلی، تئودور گوتلیب استلواگ (۱۸۸۸–۱۹۳۵) ازدواج کرد. این زن و شوهر در کلیسای انجیلی لوتری زندگی می‌کردند، یک ساختمان تاریخی در ۲۵۳ اود دلفت.
پس از ازدواج، بس در کلیسای لوتری در دلفت فعال شد، جایی که از جمله به عنوان معلم در مدرسه یکشنبه مشغول به کار شد.
پس از مرگ همسرش در سال ۱۹۳۵، بس به همراه خدمتکارش به لاهه نقل مکان کرد و در ۷ اوت ۱۹۳۸ در سن ۵۶ سالگی درگذشت. بس در ۱۰ اوت ۱۹۳۸ در گورستان یافا در دلفت به خاک سپرده شد.

## بزرگداشت
ماری بسسترات، خیابانی در دلفت، در سال ۱۹۸۸ به نام او نامگذاری شد. در سال ۲۰۱۷، ماری بس در پیاده‌روی مشاهیر فارغ‌التحصیلان، به منظور جشن گرفتن ۱۷۵مین سالگرد TU Delft، برای جشن گرفتن جایگاه خود به عنوان اولین زنی که به عنوان مهندس از دانشگاه فارغ‌التحصیل شد، اعطا شد.